# Старий Став (Любуське воєводство)
Старий Став (пол. Stary Staw, нім. Teichhof) — село в Польщі, у гміні Нова Суль Новосольського повіту Любуського воєводства.
Населення — 95 осіб (2011).
У 1975-1998 роках село належало до Зеленогурського воєводства.

## Демографія
Демографічна структура станом на 31 березня 2011 року:
|          | Загалом | Допрацездатний вік | Працездатний вік | Постпрацездатний вік |
| -------- | ------- | ------------------ | ---------------- | -------------------- |
| Чоловіки | 43      | 8                  | 30               | 5                    |
| Жінки    | 52      | 14                 | 26               | 12                   |
| Разом    | 95      | 22                 | 56               | 17                   |